# Champions Trophy de Hóquei sobre a grama Masculino de 2018
O Troféu dos Campeões de Hóquei sobre a grama Masculino de 2018 (em inglês: 2018 Men's Field Hockey Champions Trophy) foi a 37ª e última edição deste torneio. A partir de 2019, a Liga Profissional de Hóquei substituirá esta competição. Sua administração e realização são feitas pela Federação Internacional de Hóquei (FIH).
Este torneio teve a cidade de Breda, nos Países Baixos, como sede das suas partidas.
A Austrália é a seleção que detém o recorde de títulos desta competição (com quinze ao todo), além de ser a campeã desta edição que encerra a história do torneio.

## Regulamento e participantes
Esta edição do Champions Trophy teve duas fases de disputa.
A Primeira Fase foi classificatória, no formato de pontos corridos com todas as equipes se enfrentando. As posições, ao final desta etapa, determinaram as partidas decisivas do torneio, desde a disputa do quinto lugar até a sua decisão pelo título.
Seis foram as nações participantes. Os Países Baixos por sediarem o torneio. A Austrália por defender o título obtido em 2016 (além de deter as conquistas recentes da Liga Mundial e da Copa do Mundo). A Argentina por ter conquistado o ouro nos Jogos Olímpicos Rio-2016. Como estas três equipes preenchiam mais de um critério para participar do Champions Trophy, foram convidadas pela FIH as seleções de Bélgica, Índia e Paquistão.

## Jogos do Champions Trophy Masculino de 2018
Seguem-se, abaixo, as partidas desta competição.

### Primeira Fase
1ª rodada
| 23 de Junho |       |     |           |         |  |  |
|             | Índia | 4-0 | Paquistão | Reporte |  |  |

| 23 de Junho |               |     |           |         |  |  |
|             | Países Baixos | 1-2 | Argentina | Reporte |  |  |

| 23 de Junho |           |     |         |         |  |  |
|             | Austrália | 3-3 | Bélgica | Reporte |  |  |

2ª rodada
| 24 de Junho |       |     |           |         |  |  |
|             | Índia | 2-1 | Argentina | Reporte |  |  |

| 24 de Junho |               |     |         |         |  |  |
|             | Países Baixos | 6-1 | Bélgica | Reporte |  |  |

| 24 de Junho |           |     |           |         |  |  |
|             | Austrália | 2-1 | Paquistão | Reporte |  |  |

3ª rodada
| 26 de Junho |           |     |         |         |  |  |
|             | Argentina | 1-1 | Bélgica | Reporte |  |  |

| 26 de Junho |               |     |           |         |  |  |
|             | Países Baixos | 4-0 | Paquistão | Reporte |  |  |

| 27 de Junho |       |     |           |         |  |  |
|             | Índia | 2-3 | Austrália | Reporte |  |  |

4ª rodada
| 28 de Junho |           |     |           |         |  |  |
|             | Argentina | 1-4 | Paquistão | Reporte |  |  |

| 28 de Junho |       |     |         |         |  |  |
|             | Índia | 1-1 | Bélgica | Reporte |  |  |

| 28 de Junho |               |     |           |         |  |  |
|             | Países Baixos | 1-3 | Austrália | Reporte |  |  |

5ª rodada
| 29 de Junho |         |     |           |         |  |  |
|             | Bélgica | 4-2 | Paquistão | Reporte |  |  |

| 30 de Junho |           |     |           |         |  |  |
|             | Argentina | 3-2 | Austrália | Reporte |  |  |

| 30 de Junho |               |     |       |         |  |  |
|             | Países Baixos | 1-1 | Índia | Reporte |  |  |

#### Classificação - Primeira Fase
| Col. | Equipe        | Pts | J | V | E | D | GF | GC | Saldo |
| ---- | ------------- | --- | - | - | - | - | -- | -- | ----- |
| 1º   | Austrália     | 10  | 5 | 3 | 1 | 1 | 13 | 10 | +3    |
| 2º   | Índia         | 8   | 5 | 2 | 2 | 1 | 10 | 6  | +4    |
| 3º   | Países Baixos | 7   | 5 | 2 | 1 | 2 | 13 | 7  | +6    |
| 4º   | Argentina     | 7   | 5 | 2 | 1 | 2 | 8  | 10 | -2    |
| 5º   | Bélgica       | 6   | 5 | 1 | 3 | 1 | 10 | 13 | -3    |
| 6º   | Paquistão     | 3   | 5 | 1 | 0 | 4 | 7  | 15 | -8    |

Primeira Fase - Regras gerais (Appendix 2):
- Convenções: Pts = pontos, J = jogos, V = vitórias, E = empates, D = derrotas, GF = gols feitos, GC = gols contra, Saldo = diferença de gols.
- Critérios de pontuação: vitória = 3, empate = 1, derrota = 0.
- Critérios de desempate: 1º pontos, 2º diferença de gols, 3º gols feitos, 4º confronto direto.[22]

### Fase Final
| 1 de Julho |         |              |           |         |  |  |
| 5/6        | Bélgica | 1-1 (ps:2-1) | Paquistão | Reporte |  |  |

| 1 de Julho |               |     |           |         |  |  |
| 3/4        | Países Baixos | 2-0 | Argentina | Reporte |  |  |

| 1 de Julho |           |              |       |         |  |  |
| 1/2        | Austrália | 1-1 (ps:3-1) | Índia | Reporte |  |  |

## Classificação final e premiações

### Posicionamento
| Posição | Seleção       |
| ------- | ------------- |
|         | Austrália     |
|         | Índia         |
|         | Países Baixos |
| 4       | Argentina     |
| 5       | Bélgica       |
| 6       | Paquistão     |

### Destaques
Seguem-se abaixo os destaques desta competição.
- Total de partidas: 18.
- Total de gols (média por partida): 69 (3.83).
- Goleadores:  Gonzalo Peillat = 6;  Mirco Pruyser = 5;  Blake Govers = 4.
- Melhor jogador:  Aran Zalewski.
- Melhor goleiro:  P. R. Sreejesh.
- Revelação da competição:  Jake Harvie.
- Melhor técnico:  Colin Batch.